# Турсія
Турсія (ісп. Turcia) — муніципалітет в Іспанії, у складі автономної спільноти Кастилія-і-Леон, у провінції Леон. Населення — 1152 особи (2010).
Муніципалітет розташований на відстані близько 300 км на північний захід від Мадрида, 26 км на захід від Леона.
На території муніципалітету розташовані такі населені пункти: (дані про населення за 2010 рік)
- Армельяда: 635 осіб
- Гавіланес: 144 особи
- Паласуело-де-Орбіго: 189 осіб
- Турсія: 184 особи

## Демографія
Динаміка населення (INE ):